# Herendi Porcelánmanufaktúra Zrt.

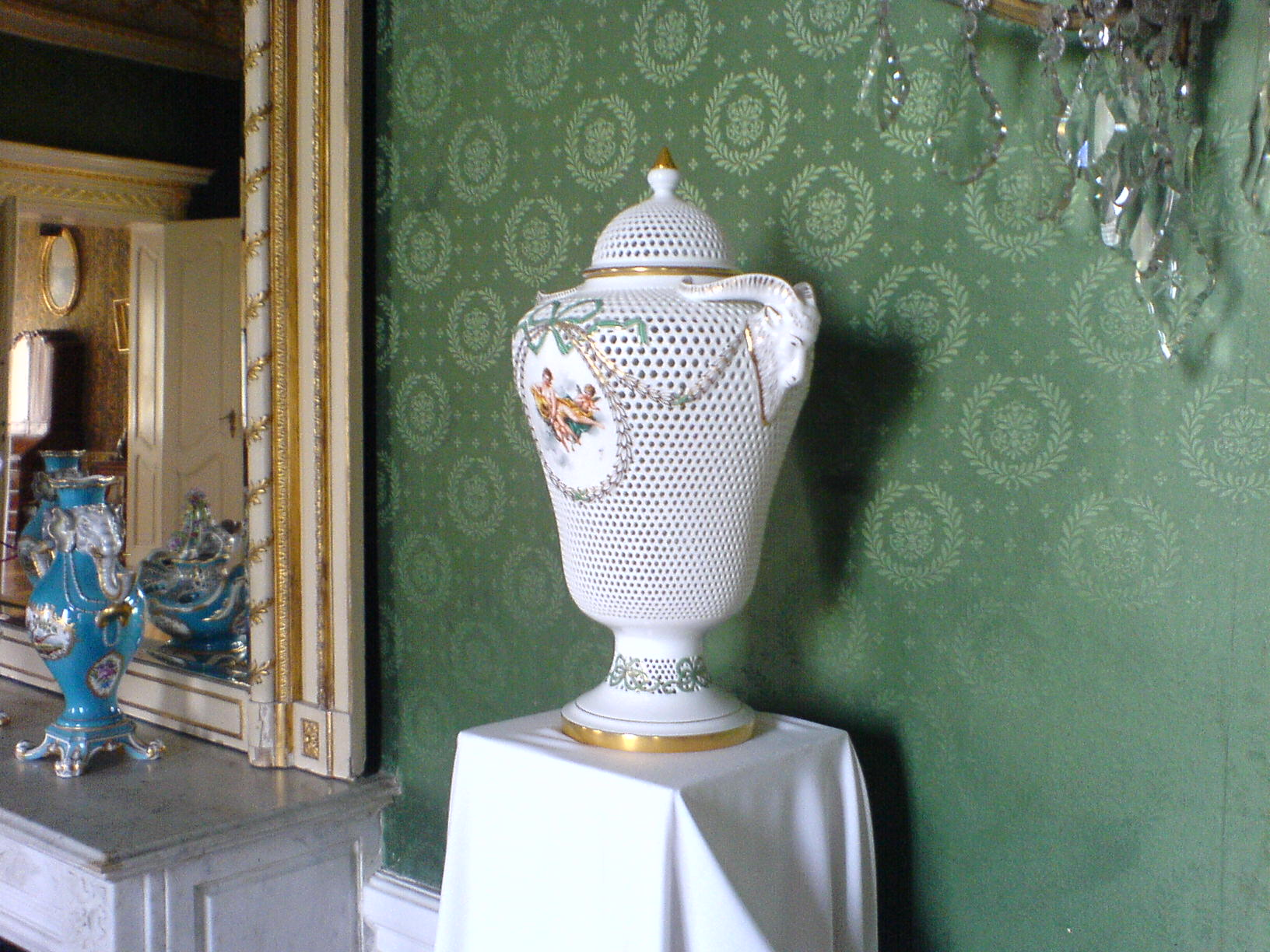
Herendi váza, Festetics kastélymúzeum, Keszthely

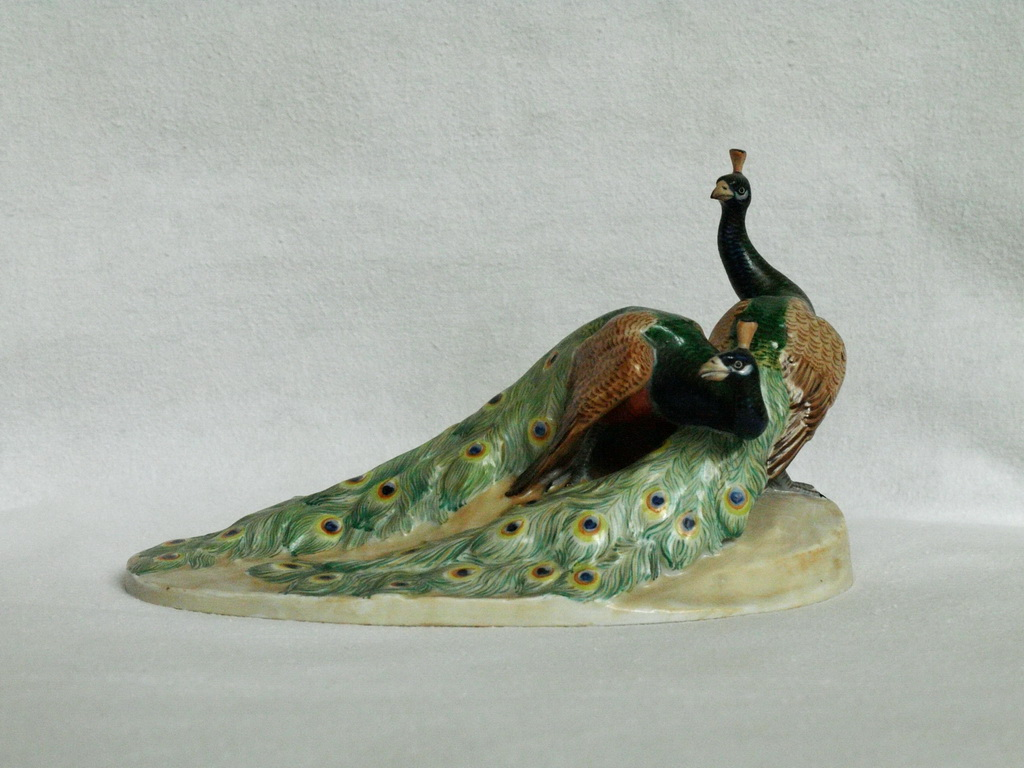
Pávapár herendi porcelánból (Vastagh Éva alkotása)

A Herendi Porcelánmanufaktúra 1826. évi alapítása óta hagyományaihoz hűen készíti kézműves remekműveit. A porcelánt régen „fehér aranynak” nevezték, birtokolni kiváltság volt, rangot jelentett, vágyott tárgy, érték volt. A nyers porcelánmassza megmunkálása a korongozó, öntő szakembereken át a kemence értéket teremtő tüzén keresztül a festőecset utolsó simításáig kézi úton történik mind a mai napig Herenden. Tiszteletben tartva a nagy elődök értékteremtő munkáját, megőrizve szellemiségüket, a kijelölt utat soha el nem hagyva, születnek így azok az értékek, melyeket a világ minden lakott földrészén ismernek és elismernek. Születik így a Herendi Porcelán: Hungarikum, a Magyar Örökség része.
Amikor a Manufaktúra elődjét, a fajansz- és kőedénykészítő műhelyét Pannónia közepén, néhány mérföldnyire a Balatontól Stingl Vince 1826-ban megnyitotta, még senki sem sejthette, hamarosan világszerte ismerni fogják az aprócska település, Herend nevét. Az anyagi nehézségek miatt 1839-ben a tőkeerős Fischer Mór vette meg a kis műhelyt, s attól kezdve csak porcelán készült Herenden. A siker nem is váratott magára. A Herendi Porcelánmanufaktúra többek között elnyerte a császári és királyi udvari szállító címet, előre vetítve a nemzetközi sikereket is. A magyar arisztokrácia szinte kizárólag Herenden rendelte meg töredékes porcelánkészleteinek kiegészítését, s e pótlások révén a Manufaktúra számtalan olyan régi motívumot alkalmaz ma is, amelyet mások rég elfeledtek. Így van ma már 16 ezer különböző fehér formánk és 4 ezer különböző festett mintánk, összesen mintegy 64 millió különböző porcelán termék. A Herendi Porcelánmanufaktúráról elismerőleg beszélt az egyik legnagyobb magyar, Kossuth Lajos is, amikor 1842-ben a következőt mondta: „Fischer Móricz, cs. királyilag szabadalmazott Herendi porcelángyár tulajdonos Veszprém megyében; 4 év óta fennálló s ezen iparág természeténél fogva igen tetemes pénzáldozatokba került porcelángyárának műveivel az iparmű kiállításnak igen örvendetes díszt kölcsönzött. Hercegi asztal számára készült, a hercegi asztal igényeinek is megfelelő gazdagon aranyozott, nem különben egyszerűen festett szegélyű tálakon s tányérokon kívül két gyönyörű virágtartó edény; továbbá egy 29 hüvelyknyi hosszúságú aranyozott hal-tál, a Herenddel szomszéd Balaton ízes fogasainak tálalására alkalmazott valóságos mestermű, minő a külföld legelső porcelángyáraiban is a nem mindig sikerülő legköltségesebb művek közé számíttatik, végre pedig szintúgy igen nehéz készítésű transparent porcelánból gyertyafény-ernyők, közöttük egy a hercegprímás jól talált arcképével, valának a herendi porcelángyár műpéldányaiul kiállítva; s az iparmű kiállítás 14.000 látogatói közt bizonyosan egy sem volt, kinek szemei a honi műipar örvendetes fejleményének ezen díszes jeleit örömmel ne szemlélte volna.”
Herenden a legnagyobb igényességgel készülnek a porcelán díszművek és étkészletek: formázóink és porcelánfestő mestereink elhivatottsága, kézművességbeli jártassága így pompásan bizonyítást nyerhet. A Herendi Porcelán sikertörténetének csupán néhány állomását jelentik a világkiállításokon – 1851-ben és 1862-ben Londonban, 1867-ben Párizsban, 1873-ban Bécsben, 1935-ben Brüsszelben és 1937-ben ismét Párizsban – nyert díjak. Túlélt a Herendi Porcelánmanufaktúra háborúkat, természeti katasztrófát, és gazdasági világválságokat egyaránt. Ez is tanúsítja: a hagyomány, amelyet ápol, maradandó! Ha érzékeikkel maradéktalanul befogadják mindazt, amit ez az egyedülálló porcelán nyújt, akkor megértik, miért tartozik még a modern világban is a világ legkiemelkedőbb kincsei közé a kézműves, a kézzel festett Herendi porcelán. A Herendi Porcelánmanufaktúra, mint a világ legnagyobb porcelánmanufaktúrája, az „érzékek gyönyörűségét” kínálja Önnek – porcelánba égetve.
A Herendi Porcelánmanufaktúra működését három alappillérre helyezi, ezek: a nyereséges gazdasági társaságként működés elve, a társadalmi felelősség elve, és a szolidaritás elve. A Herendi Márka a luxus, az elegancia, a kényeztetés, a folyamatos megújulás, a kiváló minőség, az egyediség, a kézi készítés szimbóluma. A Herendi porcelánt otthonunkban tudni érték és kiváltság. Herend a jövő öröksége, időtlen szépség, örök érték!

## Története
| 1826    | Stingl Vince keménycserép műhelyt létesít Herenden, ezzel megalapítja a Herendi Porcelánmanufaktúrát. A műhely porcelán előállításával is próbálkozik. |
| 1839    | Fischer Mór megvásárolja Stingltől a manufaktúrát. |
| 1842    | Első Magyar Iparmű Kiállítás, Pest. A Herendi Porcelánmanufaktúrát bronzéremmel tüntetik ki. |
| 1851    | Londoni Világkiállítás fordulópont lett Herend történetében. A herendi chinoiserie–k osztatlan sikert aratnak. Viktória angol királynő ekkor vásárol egy kínaizáló pillangós, lila peóniás készletet a windsori kastélya számára. Utóbb ez a Viktória minta vált Herend szimbólumává. |
| 1855    | A párizsi világkiállításon Herend első osztályú érmet kap. Ferenc József Herendi porcelán teáskészletet rendel Zsófia főhercegnőnek. |
| 1857    | Alexander von Humboldt német természettudóst 88. születésnapján Herendi porcelánokkal köszönti Fischer Mór. |
| 1863    | Fischer Mór megkapja a Ferenc József lovagrendet és bemutatják a császárnak. |
| 1867    | Fischer magyar nemességet, adománylevelet és címert kap Ferenc József császártól. |
| 1872    | Fischer Mór „császári és királyi udvari szállítói”címet kap. |
| 1873    | A Bécsi Világkiállítás erkölcsi sikert hoz Herendnek. I Ferenc József Herendi porcelánokat ajándékoz II. Sándor orosz cárnak, II. Viktor Emánuel olasz királynak és I. Károly román királynak. |
| 1876    | A gyár vezetője Fischer Sámuel, aki közel száz embert foglalkoztat. |
| 1876–84 | A herendi gyárat a Fischer fiúk működtetik: Leó, Dezső, Sámuel, Géza, Zsigmond, Vilmos, Béla. |
| 1880    | Február 15: Tata, Fischer Mór halála. |
| 1884    | A Herendi Porcelángyár a Magyar Állam tulajdonába kerül. |
| 1884–96 | Részvénytársaságok kora. A gyár élére a csehországi Hippmann Ferenc igazgatót nevezik ki, majd a Magyarhoni Üveggyárak Rt. tulajdonába kerül Herend. |
| 1896    | Március 10-én a gyárat bezárják, s még az évben felajánlják farkasházi Fischer Mór unokájának, farkasházi Fischer Jenőnek (1861-1926) megvételre, aki meg is vásárolja azt. |
| 1900    | Fischer Jenő irányítása alatt Herend pályája felfelé ível. A következő években megrendezésre kerülő világkiállításokon sikert arat. |
| 1917–18 | Az I. világháború alatt minimumra csökken a forgalom, a munkások nagy része bevonul katonának, a gyár alig működik. |
| 1923    | szeptember 5-én részvénytársasággá alakul át a Herendi Porcelángyár. Farkasházi Farkasházy Jenő művészeti vezérigazgatóként dolgozott tovább. |
| 1923–25 | A részvénytársaság munkáslakásokat épít, cserépkályha üzemet létesít és újjászervezi a tanonciskolát. |
| 1929    | Telcs Ede szobrászművész lesz a gyár művészeti vezetője. |
| 1937–48 | Dr. Gulden Gyula a Herendi Porcelángyár igazgatója. |
| 1938    | Herend művészeti vezetője Lőrinc István, s ez évben megalakul a porcelánipari tanoncképzés is. |
| 1939    | Budapesten az Országos Iparművészeti Társulat kiállítótermeiben kiállítást rendez Herend. |
| 1943–44 | Hadiipari céllal villamosszigetelőket, gyógyszerészeti és laboratóriumi eszközöket is gyártanak. |
| 1948    | A Herendi Porcelángyárat államosítják, majd az 1960-as évek eljétől Finomkerámiaipari Művek tagvállalataként működik 1981-ig. |
| 1950    | A gyár bővül: új korongos és festőműhelyek, égetőkemencék, művészház, irodaház, sportpályák és gyári kiállítóterem épül. |
| 1954    | Óriás díszváza készül az Országház számára. |
| 1960–69 | A külkereskedelmi tevékenység jelentős valuta bevételt szerez az országnak Az export bonyolítását az Artex Külkereskedelmi Vállalat végzi. |
| 1964    | A herendi porcelángyűjteményt államilag elismert múzeumként kezelik és tartják nyilván. |
| 1976    | 150 éves jubileumi ünnepségsorozat Herenden. |
| 1976–78 | Mesterkurzus. A legtehetségesebb festők szakmai továbbképzés után mestervizsgát tesznek és jogosultak az általuk készített műveket saját aláírásukkal ellátni. |
| 1980    | Rendszeresen részt vesz a Herendi Porcelánmanufaktúra a világ legrangosabb kiállításán, a Frankfurti Nemzetközi Vásáron. |
| 1981    | Herend kiválik a Finomkerámia Ipari Művektől és önálló vállalattá alakul. |
| 1985    | Megalakul a gyár saját művészeti műhelye a Herend Stúdió. Önálló külkereskedelmi jogot szerez és kiépíti kereskedelmi osztályát. Legfőbb irányító testülete a Vállalati Tanács. |
| 1992    | A Herendi Porcelángyár jogutódjaként megalakul a Herendi Porcelánmanufaktúra Részvénytársaság. |
| 1993    | A privatizációt követően kialakul a tulajdonosi szerkezet: a részvények 75 százaléka a munkavállalóké. Tartós, el nem adható állami tulajdonként a Magyar Állam a részvények 25 százalékát tulajdonolja. |
| 1995    | Herend az európai porcelánmanufaktúrák között elsőként megkapja az Európa Unió ISO 9001 számú minőségi tanúsítványt. |
| 1996    | Szingapúrban a patinás Raffles Szállóban átadják az első önálló, külföldön létesülő Herendi Márkaboltot. Schrammel Imre lesz a gyár művészeti vezetője. |
| 1997    | Saját üzemeltetésű márkabolt nyílik Berlinben, a Hotel Adlonban. |
| 1998–99 | Felépül a manufaktúra Porcelániuma, amely új márkabolttal, Herend porcelánművészetének kulisszatitkait is bemutató Minimanufaktúrával, az Apicius étteremmel és kávéházzal gazdagította Herendet. Mádl Ferencet választják az igazgatótanács elnökévé. Herend Herald címen magazint indít a manufaktúra. |
| 2001    | Magyarországon elsőként Herend vezeti be azt az integrált rendszert, amely három, nemzetközileg elismert (minőségbiztosítási, környezetvédelmi, egészség- és munkavédelmi) rendszer szabványt és az európai szervezeti kiválóság modelljét ötvözi. A Magyar Örökség díj átadásával a magyar nemzeti örökség jelentős részeként ismerik el a Herendi Porcelánmanufaktúra tevékenységét. Az alapítás 175. évfordulóját júliusban négy napos fesztivállal ünnepli a manufaktúra és a város lakossága. Az eseményen jelen van Mádl Ferenc köztársasági elnök és Orbán Viktor miniszterelnök. |
| 2006    | LUXURY INSTITUTE (NEW YORK) felmérése szerint HEREND a legkedveltebb luxus porcelánmárka az USA-ban. |
| 2007    | Herend 107 év után újra Szentpéterváron, reprezentatív kiállítás a cárok nyári rezidenciáján, Cárszkoje Celo-ban. |
| 2008    | A manufaktúra művészeti vezetője Babos Pálma. Herend művészeti kiállítást tart a Genfi Ariana Múzeumban. 23 év után ismét mesterképzés indul Herenden. A mester címet 28 fő részére ünnepélyes keretek között 2009 karácsonyán adják át. |
| 2009    | Herend – az első magyar művészeti kiállítóként – kap lehetőséget arra, hogy Moszkvában, a Kreml történelmi falai között kiállítást rendezzen. Ebből az alkalomból a Herendi Porcelánmanufaktúra Zrt. egy több mint 2 méter magas óriásvázát ajándékozott az Oroszországi Föderációnak. Május 12-én útjára indul a „Herend a Kastélyban” kiállítás sorozat, amely több mint két éven át tart. |
| 2010    | A Herendi Porcelánmanufaktúra banki hitelek nélkül gazdálkodik, saját forrásból tudja finanszírozni működését és beruházásait. |
| 2011    | A Herendi Porcelánmanufaktúra – Magyarországon egyedüli cégként – a Francia Luxusipari Szövetség, a COMITE COLBERT tagjává válik. |
| 2012    | Herend számos nemzetközi önálló kiállítást nyit: a Szlovák Nemzeti Múzeumban, az észtországi Paalmse Kastélyban, a berlini Magyar Nagykövetségen, a kismartoni Esterházy Kastélyban, az olaszországi Laveno-Mombellóban. A Manufaktúra díszudvarában Dr. Mádl Ferenc szobrot avatnak, az ünnepség fővédnöke: Dr. Áder János köztársasági elnök. Herend a legkiválóbb magyarországi márka (magyarbrands). 2012. szeptember 28-án a Herendi Procelánmanufaktúra, Sopron város, a Soproni Városszépítő Egyesület és a Stingl család élő leszármazottai emléktáblát állítottak az alapító soproni szülőházán (Várkerület 53.). |
| 2013    | A Herendi Porcelánmanufaktúra Zrt. mára a világ legnagyobb porcelánmanufaktúrájaként, a hagyományok tisztelőjeként, nyereséges vállalkozásként működik. A Herendi Porcelánmanufaktúra új terméke, a Polka termékcsalád kitüntető elismerést kap a Frankfurti Ambientén. Hivatalosan is Hungarikum lett a Herendi porcelán. A Magyar Állam hivatalos ajándékként Royal Garden mintával díszített Herendi Porcelánt ad a megszületett angol trónörökösnek, Györgynek. A Herendi Porcelánmanufaktúra stratégiai partneri együttműködésre lép a Magyar Nemzeti Múzeummal. A Herendi Porcelánmanufaktúra elhelyezi a veszprémi Szent-Benedek hegy bejáratánál a Tamás Ákos iparművész által készített Ecce Homo Herendi porcelán köztéri alkotást. |
| 2014    | Művészeti kiállítást nyit történelmi tárgyaiból a Herendi Porcelánmanufaktúra Bécsben, az Augerten Porcelánmúzeumában, továbbá Hohenbergben a porcelán egyik európai bölcsőjében. A Herendi Porcelánmanufaktúra Magyarországon 13 művészeti kiállítást rendez. A Veszprém megyei TOP 300-as cégek között a Herendi Porcelánmanufaktúra a 4. legnyereségesebb vállalkozás. A Herendi Porcelánmanufaktúra bekapcsolódik a Moholy ösztöndíj programba és egy ösztöndíjast finanszíroz. A Herendi Porcelániumban 3D-s új filmet vetítenek a turisták részére. |
| 2015    | Nagyszabású kiállításokat rendez a Herendi Porcelánmanufaktúra Kolozsváron, Szabadkán és számos magyar nagyvárosban (Sárospatak, Budapest, Hatvan, Tata, Körmend, Pápa, Szeged). A Herendi Porcelánmúzeumban időszaki kiállítások nyílnak. Budapesten a Klotild Palotában megnyílik a Herendi Porcelánmanufaktúra 13. saját üzemeltetésű márkaboltja. A kis hercegnő születésére ismét Herendi porcelán kerül az angol királyi udvarba. Jelentős beruházások folynak a Manufaktúra nyers-, fehéráru gyártásában. A Herendi Porcelánmanufaktúra Zrt. a világ legnagyobb porcelánmanufaktúrájaként, a hagyományok tisztelőjeként és kézműves porcelángyártóként, nyereséges vállalkozásként működik. Herend a tradíció és innováció egyensúlyát valósítja meg, így lehet a XIX. századi Herendi hagyományokat a XXI. század világába átörökíteni. |
| 2016    | A Társaság ökológiai lábnyomának csökkentése jegyében új energetikai menedzsment rendszert vezet be. A Társaság kulturális missziója jegyében állandó kiállítása mellett három időszaki porcelánművészeti kiállítást rendez a Herendi Porcelánmúzeumban, további ötöt magyarországi (Abony, Nyíregyháza, Pécs, Budapest, Székesfehérvár), és ötöt külföldi helyszíneken: Kisinyovban (Moldávia), Kassán (Szlovákia), Bad Ischl-ben (Ausztria), Székelyudvarhelyen (Románia) és Zágrábban (Horvátország). Két év alatt hat japán várost felkereső Herendi porcelán művészeti kiállítás nyílik 2016 áprilisában Fukuyama városban. A Társaság múltja iránti tisztelete jeleként a Veszprémi Levéltárral együttműködve, a II. Világháború előtti és alatti herendi gyárigazgató, Gulden Gyula életéről könyvet jelentet meg. A Budapesti Zeneakadémián a Herendi Porcelánmanufaktúra alapítása 190. évfordulójának tiszteletére Herendi díszvázát helyez el, amelyet jelképesen a Magyar Nemzetnek ajándékoz. |
| 2017    | A Társaság a Veszprémi Pannon Egyetemmel együttműködve bekapcsolódik a felsőoktatási duális rendszerbe. Herendi porcelán kiállítás nyílik a lettországi Rigában, a csehországi Ostravában, a bécsi Hofburgban, a felvidéki Tőketerebesen, az erdélyi Gyergyószentmiklóson és Japánban Osakában. Az osakai Herendi porcelán kiállítás megnyitóján részt vesz Magyarország nemzeti fejlesztési minisztere. A Társaság a Szellemi Tulajdon Nemzeti Hivatalával együttműködve ismételten meghirdeti a Moholy és a Herend ösztöndíjakat. Cél a magyar iparművészek Társasághoz vonzása, Herend kortárs designba való bekapcsolása. |
| 2018    | Megnyílt Budapesten, a belvárosi József nádor téren a Társaság új márkaboltja: a Herendi Porcelán Palota, amely Európa legnagyobb porcelán mono-brand márkaboltja. A Frankfurti Ambiente Szakvásáron a Társaság bravúrvázája a Tableware International szaklap által meghirdetett versenyen első díjat nyer – „Awards of Excellence”. ZaraHome (Hungary) céggel szemben jellegbitorlás miatt pert nyer a Herendi Porcelánmanufaktúra Zrt. A balatonfüredi Anna bál és a Balatont megkerülő Kék Szalag Vitorlásverseny hivatalos díjszállítója a Herendi Porcelánmanufaktúra Zrt. Herendi porcelán kiállítás nyílik magyarországi kiállító termekben (Jász Múzeum, MÜPA, Jókai Hajó, Tiszazug, Mezőgazdasági Múzeum, Budapesti Zsidó Múzeum), és külföldi városokban: Tokió, Lendva, Limassol, Athén, Bécs, Jaslo, Palermo, Madrid. |
| 2019    | A Társaság köztéri alkotást helyez el Budapesten („Rothschild Herend Fa”) és Veszprémben („Viktória Herend Fa”). A Forma1 Magyar Nagydíj hivatalos díjszállítója ismét a Herendi Porcelánmanufaktúra Zrt. 2011 – 2019. évek között a Társaságnál 60%-os béremelést hajtanak végre. A Montenegrói Parlament Elnöke látogatást tesz Herenden. USA Magyarországi nagykövete (David Cornstein úr) és felesége (Sheila Cornstein asszony) látogatást tesz a Herendi Porcelánmanufaktúrában Az új japán szumó díjat ismét Herend adja (óriás VBO csészepár). Herendi porcelán kiállítás nyílik a budapesti megújult Gül Baba Türbéjében. A Székesfehérvári Egyházmegyei Múzeum kiállítást rendez a Herendi Porcelánmúzeumban. A Társaság együttműködési megállapodást köt a Nemzetközi Judo Szövetséggel. A Társaság 12%-os osztalékot fizet. Herend részt vesz a Salone del Mobile kiállításon Milánóban. |
| 2020    | Herendi Porcelánmúzeumban új installációs belső tér került kialakításra A Frankfurt 2020. Ambiente Szakvásáron a „Sárkányteknős” Herendi porcelán figura elnyerte a Tableware International első díját. A budapesti, vári, Hadik Herendi Márkabolt teljes körűen felújításra került. Győrben a Bencés Gimnázium homlokzatán Esterházy Móric tiszteletére Herendi porcelán emléktáblát avatott a Herendi Porcelánmanufaktúra, aki 1934. évtől több, mint egy évtizedig volt a Társaság Igazgatóságának elnöke. A Társaság a COVID világjárvány időszakában is folyamatosan működött, egyetlen munkavállaló sem hunyt el koronavírusban. |
| 2021    | Három kiállítás nyílt a Herendi Porcelánmúzeumban, nevezetesen: Herend Kortárs kiállítás „Egy öntörvényű anyag szolgálatában” (2021.06.10.) Halasi Csipke kiállítás (2021.08.19.) „Repülő lelkek” címmel lepkeés rovarkiállítás (2021.10.20.) Négy Herendi porcelánművészeti kiállítás nyílt magyarországi kiállítótermekben, így: hatvani Széchenyi Zsigmond Vadászati Múzeumban, Kiskunhalasi Csipkemúzeumban, Magyar Mezőgazdasági Múzeumban (a budapesti Vajdahunyadvárban) és a budapesti Eiffel Műhelyházban. Herendi porcelán kiállítás nyílt Japánban a MINO-i Nemzetközi Kerámia Fesztivál keretében (2021.09.30.) 2021. november 19-én Shanghai-ban a Magyar Főkonzulátus és a Sanghaji Képzőművészeti Múzeum közreműködésével önálló Herendi porcelán kiállítás nyílt a Hudec László tervezte egykori Madier villában. A Japán Gifu Tartomány és a Herendi Porcelánmanufaktúra Zrt. Együttműködési Megállapodást írtak alá, amely révén kölcsönös kulturális kiállítások szervezésére és alkotóművészek kölcsönös bemutatkozására nyílik lehetőség. -2021. márciusában Abu Dhabiban és Almatiban Herend üzlet nyílt. 2021. november 17-én az Egyiptomi Képviselőház Elnöke (Hanafy Ali El-Gebaly úr) látogatott Herendre. |
| 2022    | Az Európa Kulturális Fővárosa és a Herendi Porcelánmanufaktúra Zrt. között stratégiai partneri megállapodás került aláírásra. Herendi porcelán kiállítás nyílt Budapesten a New York Kávéházban Dr. Gaál Zoltán, a Társaság igazgatóságának elnöke elhunyt. Az Igazgatóság megválasztott új elnöke: Dr. Kukorelli István. 32 fő tanuló kezdte meg tanulmányait a Herendi Porcelán Iskolában A Társaság az elmúlt húsz év legjobb adózás előtti eredményével zárta az évet. Az új Herend web elnyerte az Év Honlapja címet. |